# Etnia Barcelona
Etnia Barcelona es una marca de gafas independiente de Barcelona que elabora y diseña gafas de sol y vista con monturas de acetato y lentes minerales. Es conocida internacionalmente por utilizar diseños coloridos y por su vinculación con el arte.

## Compañía
La marca fue fundada en 2001 por David Pellicer, actual propietario. El negocio empezó en los años 50, cuando el abuelo de David Pellicer, Fulgencio Ramo creó su primera fábrica de gafas. El actual propietario incorporó color en el producto, que hasta la fecha era únicamente negro o marrón. 
El nombre Etnia Barcelona hace referencia a la idea de ser una marca humana, respetuosa con todas las etnias. Barcelona es el lugar donde nació, una ciudad cosmopolita, símbolo de sus orígenes. El eslogan #Beanartist acompaña a la marca desde 2017. Manifiesta una forma de rebelarse mediante el arte.     
Actualmente cuentan con 500 empleados y ofrecen sus servicios en todo el mundo. Cuentan con oficinas en Miami, Vancouver, HongKong y Barcelona. Su popularidad ha crecido en los últimos años y sus productos han sido utilizados por grandes celebrities internacionales como Beyonce, Liam Hemsworth, Selena Gomez, Brad Pitt y Rauw Alejandro entre otros.
En 2021 Etnia Barcelona formó a pasar parte del grupo Etnia Eyewear Culture, de la propia compañía. Un nuevo grupo del sector eyewear que incorpora tres marcas más: The Readers, Allpoets y Lool.     
La marca también inició en 2016 un proyecto solidario, la Fundación Etnia Barcelona. Con la misión de proporcionar acceso a la salud visual a menores en riesgo para mejorar su calidad de vida. Otro de sus objetivos es crear ópticas solidarias gestionadas por mujeres en países en vías de desarrollo. 
Aitana Modolell, fundadora y actual directora de la fundación, dijo en una entrevista a la revista Forbes que hasta la fecha se han realizado exámenes ópticos a casi 10.000 personas, y han visitado más de 40 centros. El 17 de noviembre de 2020 la fundación abrió su primera óptica solidaria Santa Yalla Optqiue Solidaire en Ziguichor (Senegal). También llevan a cabo proyectos en campos de refugiados, realizando revisiones optométricas y proporcionando gafas graduadas a las personas que lo requieren. 
En el campo de Mora ubicado en Lesbos, realizan una colaboración con Light Without Borders, una ONG con clínica oftalmológica. Desde la fundación hacen envíos de gafas al campo de refugiados dos veces al mes.   

## Productos
La marca diseña, produce y vende gafas de sol y óptica. Aunque la firma de eyewear nació en 2001, llevan 3 generaciones elaborando gafas y trabajan con grandes proveedores del sector. Etnia Barcelona diseña todos sus productos en sus oficinas centrales de Barcelona. Desde allí controlan el proceso de producción de principio a fin: desde la búsqueda del color y tendencias hasta la comercialización del producto y atención postventa. 
Trabajan con lentes de cristal mineral puro del proveedor Barberini S.p.A., líder mundial en la producción de lentes de vidrio óptico. Todas sus lentes incorporan la tecnología HD, un filtro que aumenta la profundidad del campo de visión e intensifica los colores. Están elaboradas mediante un proceso que incorpora cuatro tratamientos: anti-scratch, antirreflejante, oleofóbico, hidrofóbico. 
 
Sus gafas de sol cuentan con un 100% de protección frente a los Rayos UVA y disponen de lentes con filtro Polarizador y Fotocromático. 
Las monturas están elaboradas con el acetato del proveedor italiano Mazzuchelli 1948. El acetato de celulosa utilizado se obtiene a partir de procesar la madera y el algodón.    
La marca se encuentra en proceso de eliminación del plástico de un solo uso en los packagings. Actualmente se elaboran con bolsas hechas de fécula de maíz 100% biodegradable. Sus estuches de cuero sintético ecológico no contienen sustancias tóxicas y cumplen con los estándares de protección ambiental: REACH, ZDHC, OEKO-TEX Standard 100 y GRS.

## Colaboraciones
El arte inspira a la marca, por este motivo realizan colaboraciones con figuras importantes del mundo del arte. Lanzaron su primera colaboración en 2012, de la mano del fotógrafo japonés Nobuyoshi Araki. 
Al año siguiente (2013), realizaron una colección de edición limitada que utilizaba el pigmento Internacional Klein Blue, patentado por Yves Klein. Un azul ultramar utilizado por diseñadores de todo el mundo.    
En 2014, el fotógrafo Steve McCurry fotografió la campaña Wild love in Africa. Una colección inspirada en los colores de la sabana y la energía de las personas que residen allí.    
El año 2016 realizaron un homenaje a Jean-Michel Basquiat con su colección inspirada en los movimientos culturales del artista. En 2019, realizaron otro homenaje, esta vez a una de las figuras más influyentes de la música popular, David Bowie.  
En 2020, la firma de eyewear lanzó una colección de edición limitada en colaboración con el artista español Ignasi Monreal. La cápsula “Ojo” de estética surrealista tuvo gran éxito, la cantante Rosalía, entre otros artistas, lucieron las gafas de edición limitada.    
La firma de gafas y la ONG Open Arms colaboraron en el proyecto solidario “Open Eyes”, que hace referencia a abrir los ojos ante la crisis migratoria. Lanzaron una campaña, cuyos beneficios íntegros iban destinados a la organización Open Arms.     
 

## Tiendas Etnia
Etnia Barcelona comercializa sus productos a través de tres canales: la óptica, el sitio web y a través de sus tiendas físicas, su Flagship Store situada en el barrio barcelonés del Born, y su tienda en La Roca Village. 
Cuentan con una red de puntos de venta del sector de la óptica de 16.000 establecimientos distribuidos internacionalmente en más de 60 países de Europa, América, Asia, África, y Oceania.    
La marca abrió su primera tienda retail en el Barrio del Born, en Barcelona el año 2017. Se ubica en un edificio Modernista rehabilitado por el estudio Lázaro Rosa-Violán y dirigido por el arquitecto Jordi Tió, responsable del hotel Casa Camper de Barcelona.    
Los interiores están diseñados mezclando iluminación y muebles del estilo de los años 40 con detalles arquitectónicos industriales vanguardistas. Dispone de 7 plantas, dedicadas a la cultura eyewear, que albergan un taller artesanal, showrooms para clientes, ópticos y prensa, oficinas y una terraza privada con vistas a la Basílica de Santa María del Mar.
Su segundo establecimiento propio abrió en 2021. Se encuentra ubicado en La Roca Village, un outlet de lujo situado en Santa Agnès de Malanyanes, Barcelona.    